# True crime
 (mars 2011).
Si vous disposez d'ouvrages ou d'articles de référence ou si vous connaissez des sites web de qualité traitant du thème abordé ici, merci de compléter l'article en donnant les références utiles à sa vérifiabilité et en les liant à la section « Notes et références ».
 (janvier 2017).
Pour les articles homonymes, voir True Crime (film, 1999), True Crime: Streets of LA, True Crime: New York City et True Crimes (film, 2016).
Le true crime (littéralement la « criminalité réelle », les « histoires criminelles vraies »), aussi appelé documentaire criminel au Québec, est un genre de documentaire originaire des États-Unis, initialement littéraire. Ce genre est aujourd'hui largement diffusé à la télévision, au cinéma et en baladodiffusion (podcast). Il vise à dépeindre la réalité des crimes et des criminels qui ont réellement existé. Certains auteurs décrivent les faits criminels le plus fidèlement possible, d'autres ne s'interdisent pas d'y mêler une dose de fiction, et se rapprochent donc du docufiction.
La parenté du genre avec le nouveau journalisme est revendiquée par Meyer Levin (avec le roman  Crime, 1956, sur l'affaire Leopold et Loeb, adapté à l'écran par Richard Fleischer sous le titre Le Génie du mal), par Truman Capote avec De sang-froid (1966) ou par Norman Mailer avec Le Chant du bourreau (1979), tandis que d'autres auteurs, comme Vincent Bugliosi (avec La Tuerie d'Hollywood sur l'affaire Charles Manson) ou Ann Rule (avec Un tueur si proche sur l'affaire Ted Bundy), ont recours aux techniques narratives du roman policier pour relater des faits authentiques. Ces cinq livres, représentatifs du true crime, sont des best-sellers.

## Popularité du genre
Depuis ses débuts, le true crime remporte un succès constant auprès du public, quel que soit le type de lectorat. Joyce Carol Oates écrit à ce propos en 1999 :
« Les récits de true crime ont toujours été extrêmement populaires auprès des lecteurs. Apparemment, le genre a de quoi séduire aussi bien le public cultivé que le public à faible niveau d'instruction, aussi bien les femmes que les hommes. Le chroniqueur le plus célèbre dans ce domaine est le criminologue amateur William Roughead, un avocat écossais qui, de 1889 à 1949, a assisté à tous les grands procès criminels de la haute cour de justice d'Édimbourg et leur a consacré des essais [...]. Son influence a été considérable, et depuis son époque le true crime est devenu un secteur florissant, surpeuplé, encore qu'il n'ait pas attiré beaucoup  d'écrivains de talent. »

## Description
- Si vous ne connaissez pas le sujet, laissez ce bandeau (vous pouvez alors contacter les auteurs).
- Si vous supprimez le contenu mis en cause (vous pouvez préalablement contacter les auteurs),

argumentez précisément cette suppression dans la page de discussion
(un manque de référence n'est pas un argument ; une recherche réelle de référence doit avoir été effectuée, être formellement documentée).
Ce genre s'oppose au genre dit fiction crime (littéralement la « criminalité romanesque », les « histoires criminelles imaginaires ») ou en français le roman policier, qui raconte des affaires criminelles de pure imagination. 

## Relations avec le journalisme
Genre narratif de type Non-fiction, le true crime est étroitement apparenté au journalisme. Même si certains écrivains de la réalité criminelle viennent de la police (Pierre Bouchardon, Marcel Guillaume, Roger Le Taillanter, Charles Diaz), de la bande dessinée (Jean Teulé) ou de la littérature générale (André Gide, Jean Giono, Didier Decoin, Daniel Boulanger, Jean-Marie Rouart, Morgan Sportès), nombre d'entre eux sont d'ailleurs des journalistes (Benoît Collombat, Paul Lefèvre, Pierre Bellemare, Roger Colombani, Gilles Perrault, ou encore Frédéric Pottecher).
On distingue deux grandes sortes de livres de true crime :
- ceux décrivant des affaires criminelles ayant défrayé la chronique quelques années, voire quelques mois plus tôt, affaires qui ne sont, d'ailleurs, parfois pas encore jugées, ni même élucidées ;
- ceux s'attachant à des affaires anciennes, restées plus ou moins célèbres, ce que l'on appelait autrefois les « causes célèbres ».

La forme narrative du true crime est variée, allant de la forme courte de la nouvelle au long récit.
Souvent, le traitement du faits criminel est proche du roman-feuilleton du XIXe siècle ou de la nouvelle policière, par le biais d'une narration au présent de l'indicatif, de la présence de dialogues, de la restitution du regard des protagonistes, du registre langagier du roman policier, d'une organisation du récit visant à entretenir le suspense. L'auteur peut adopter soit la posture du témoin direct du fait-divers criminel, soit celle d'un enquêteur. L'éventuel choix de la novellisation autorise l'écrivain à prendre le parti pris d'un narrateur relatant la réalité criminelle à la première personne du singulier. Ainsi, l'éventuelle mention des sources varie selon le choix narratif de l'auteur.

## Principales collections éditoriales en langue française
- Le crime ne paie pas, chez Gallimard.
- Crimes et enquêtes, chez J'ai lu.
- Crime Story, aux éditions Fleuve noir.
- Faites entrer l'accusé, chez Michel Lafon.
- N'avouez jamais, aux Presses de la cité.
- Grandes affaires criminelles, chez De Borée.

## Communautés de fans dutrue crime

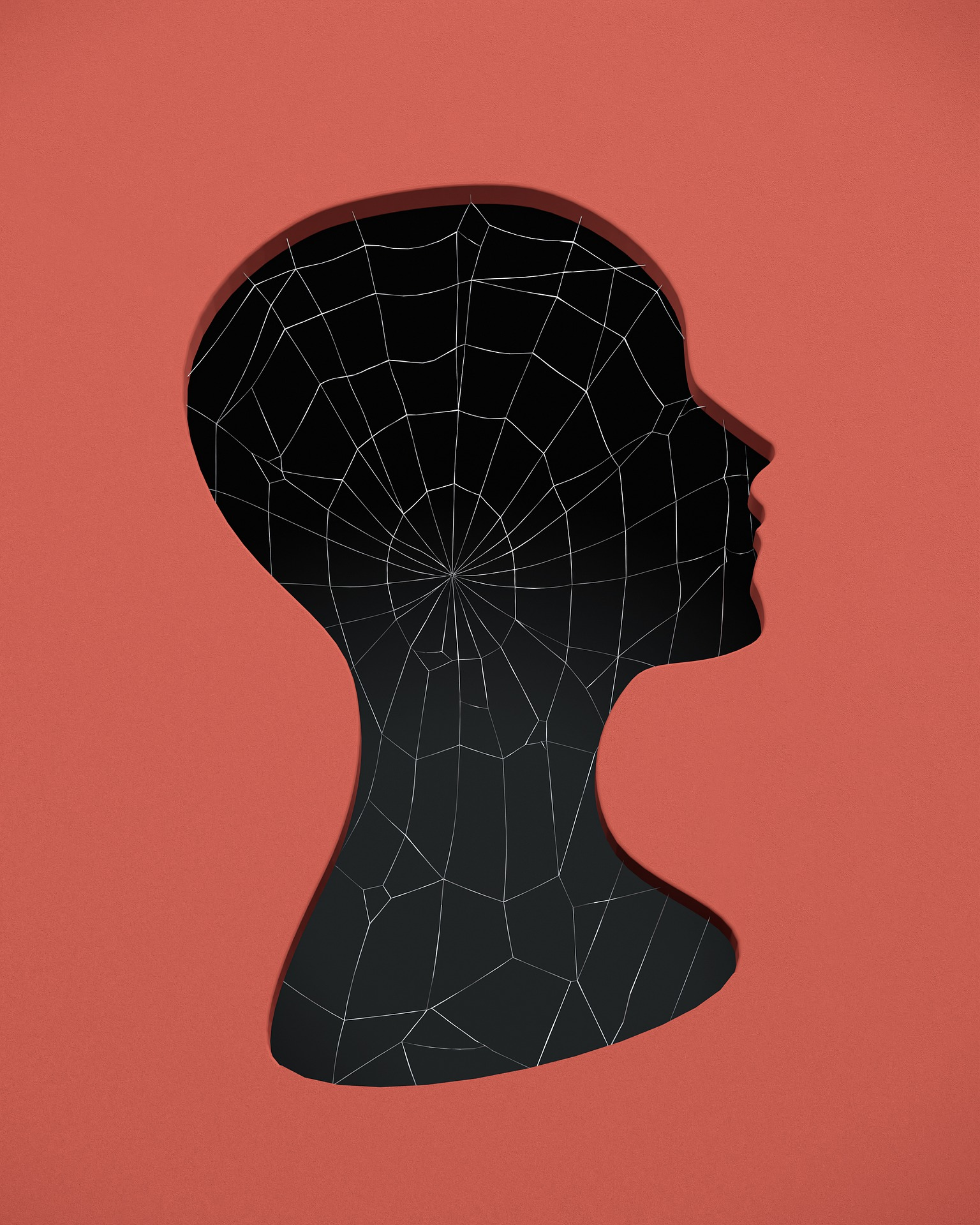
Comment nous pouvons imaginer l'esprit des criminels

Mis à part les fandoms que nous pouvons retrouver sur les séries télévisées ou encore les films et la littérature, nous pouvons également trouver des fanbases sur les criminels du passé tels que Ted Bundy, Charles Manson, Richard Ramirez ou encore Jeffrey Dahmer.
Il y a plusieurs médias sociaux où il est possible de publier des choses de notre choix comme Instagram ou encore Wattpad, où l’on retrouve de nombreux résultats seulement en recherchant le nom d’un tueur en série. « Literature and media have included broad discussions of TCC member behaviors and emotional connections to killers, displaying overlapping similarities between member groups » (Gaither, Eric)
Récemment de nombreuses séries télévisées ont repris leurs histoires hallucinantes et y ont ajouté un peu de fiction. Certaines de ces séries sont disponibles sur la plateforme de streaming Netflix, telle que Dahmer qui est sortie en septembre 2022 et qui reprend les aventures du tueur en série et cannibale américain Jeffrey Dahmer.
Plus anciennement nous pouvons retrouver dans certains épisodes de la série American Horror Story une représentation du célèbre tueur en série sans pitié Richard Ramirez aussi appelé « The Night Stalker » en référence à la chanson « Night Prowler » d’AC/DC.
De surcroît, comme toutes les autres célébrités, ces personnages ont des fans. En effet, dans plusieurs documentaires nous avons remarqué que certains de ces criminels ont même reçu des lettres de jeunes femmes (et certaines d’entre elles avec des photos d’elles posant nues) pour leur montrer leur soutien ainsi que leur affection.
À l'image du célèbre procès de Ted Bundy (qui a été un des premiers à être passé à la télévision en direct) où nous avons été témoins d’un phénomène plutôt insolite : beaucoup de jeunes femmes sont venues le soutenir durant cette épreuve. Certaines d’entre elles ont été interviewés à la sortie et ont avoué avoir un faible pour lui sans savoir pourquoi.
Il ne faut pas oublier également, que la plupart des fans de true crime ne sont pas des personnes ayant pour but de glorifier ou idéaliser les actes des criminels et tueurs en série. Le but premier étant d'informer, de prévenir et de rendre hommage aux victimes d'actes de barbarie. Certains s'intéressent même plus en détail à la psychologie des tueurs en série, afin de comprendre les mécanismes psychiques ou causes possibles de tels comportements.
Le true crime est également utilisé pour diffuser des affaires de disparitions pour potentiellement récolter des témoignages, indices ou autre élément susceptible de faire avancer l'enquête et ainsi retrouver la personne disparue.

## Principaux écrivains detrue crime(liste à compléter)

### Auteurs anglophones
- Truman Capote (1924-1984); De sang-froid (In cold blood), le récit du quadruple meurtre d'Holcomb (Kansas), de sa préparation jusqu'à l'exécution des deux meurtriers, passe pour le chef-d’œuvre du true crime. En 1967, Richard Brooks réalisa, à partir du récit, un film de même titre.
- Cain Caleb
- Kathryn Casey
- Diane Fanning
- Brian Masters
- Edmund Pearson (1880-1937)
- Jean Ritchie
- Colin Wilson (1931-2013)
- Trisha Baptie
- Jan Bondeson
- Vincent Bugliosi
- Carol Ann Davis
- Rauf Denktaş
- James Dubro
- Max Haines
- Joseph T. Hallinan
- Meyer Levin, Crime[4], rééd. éditions Libretto, 2011  (ISBN 978-2-7529-0673-1)
- Scott Lomax
- Jonathan Lopez
- Norman Mailer
- Damian Marrett
- Dennis McDougal
- Ann Rule
- Cathy Scott
- John Silvester
- Donald Serrell Thomas
- James Renner

### Auteurs francophones
- McSkyz (1997-)
  - Tremblez ! 2022
  - Tremblez encore ! 2023
  - Tremblez : Crimes au Japon ! 2024
  - Le Backpacker Killer 2025
  - Revue Affaires Criminelles 2025
- Jean Amila
- Emmanuel Carrère
  - L'adversaire, 2000
- Nan Aurousseau (1951-) et Jean-François Miniac
  - La Serpe rouge, 2021
- Alain Bauer
- Pierre Bellemare (1929-2018)
- Jean-Marc Berlière
- Pierre Bouchardon  (1879-1950)
  - L'auberge de Peyrebeille, 1924
  - L'affaire Pranzini, 1934
  - Le presbytère d'Entrammes, 1942
  - Madame de Vaucrose, 1947
- Alphonse Boudard (1925-2000) :
  - Les grands criminels (Jules Bonnot, Henri Landru, le Docteur Petiot, Pierrot le Fou Georges Rapin), éditions Le Pré aux Clercs, 1989
  - Faits divers et châtiments, éditions Le Pré aux Clercs, 1992.
- Stéphane Bourgoin (1953-)
- Daniel Boulanger
- Jean-Denis Bredin
- Gérard Chauvy (1952-)
- Roger Colombani (1924-2009) 
  - L'affaire Weidmann : la sanglante dérive d'un dandy allemand au temps du Front populaire, Paris, Albin Michel, 1989, 320 p.
- Benoît Collombat (1970-)
- Pierre Darmon
  - La malle à Gouffé. Le guet-apens de la Madeleine, éditions Denoël, 1988
- Didier Decoin (1945-)
  -  La pendue de Londres, Grasset, mai 2013, (sur l'affaire Ruth Ellis)
- Jean-Charles Deniau
- Éric Dupond-Moretti
- Benoit Duteurtre
- Roger Faligot
- René Floriot
- Maurice Garçon
- André Gide
- Jean Giono
  - Notes sur l'affaire Dominici, Gallimard, 1955.
- Marcel Guillaume
- Régis Jauffret
- Philippe Labro
- Denis Langlois (1940-)
  - Les dossiers noirs de la justice française, éditions du Seuil, 1974
  - Le mystère Saint-Aubin, Flammarion, 1993
  - Pour en finir avec l'affaire Seznec, La Différence, 2015
- Paul  Lefèvre
- François Mauriac
- Jérôme Pierrat
- Jacques Pradel
- Gilles Perrault
  - Le Pull-over rouge
- Frédéric Pottecher (1905-2001)
- Xavier Raufer
- Jean-Marie Rouart
  - Omar, la construction d'un coupable, de Fallois, 1994.
- Morgan Sportès (1947-…)
  - L'Appât, 1990.
  - Tout, tout de suite, 2011.
- Jean Teulé (1953-2022)
  - Mangez-le si vous voulez, Julliard, 2009, (sur le drame de Hautefaye)
  - Fleur de tonnerre, Julliard, 2013, (sur l'affaire Hélène Jégado).

## Prix littéraires (liste à compléter)
- Vincent Bugliosi a obtenu un prix Edgar-Allan-Poe en 1975 pour La Tuerie d'Hollywood
- Norman Mailer a obtenu le prix Pulitzer 1981 pour Le Chant du bourreau.
- Denis Langlois a obtenu le Prix littéraire des droits de l'homme 1989 pour L'Affaire Seznec.